# Vitmögelost
En vitmögelost är en ost där Penicillium candida eller P. camemberti tillåts växa på utsidan av osten under några dagar eller veckor.
Brie, Camembert, Brillat Savarin och Chaource är exempel på vitmögelostar.